# 第201回国会
第201回国会（だい201かいこっかい）とは、2020年（令和2年）1月20日に召集された通常国会。会期は同年6月17日までの150日間。

## 各党・会派の議席数
| 計465、2020年（令和2年）6月17日時点 - 自由民主党・無所属の会 - 284 - 立憲民主・国民・社保・無所属フォーラム - 119 - 公明党 - 29 - 日本共産党 - 12 - 日本維新の会・無所属の会 - 11 - 希望の党 - 2 - 無所属 - 8 - 欠員 - 0 | 計245、2020年（令和2年）6月17日時点 - 自由民主党・国民の声 - 113 - 立憲・国民．新緑風会・社民 - 60 - 公明党 - 28 - 日本維新の会- 16 - 日本共産党 - 13 - 沖縄の風 - 2 - れいわ新選組 - 2 - 碧水会 - 2 - みんなの党 - 2 - 各派に属しない議員 - 7 - 欠員 - 0 |

## 主な審議議案

### 閣法（内閣提出法律案）
| 提出回次 | 番号 | 議案件名 | 結果 | 成立日  | 備考 |
| -------- | ---- | --- | ---- | ------- | ---- |
| 201      | 4    | 防衛省設置法の一部を改正する法律案 | 成立 | 4月17日 |      |
| 201      | 5    | 国家戦略特別区域法の一部を改正する法律案 | 成立 | 5月27日 |      |
| 201      | 11   | 労働基準法の一部を改正する法律案 | 成立 | 3月27日 |      |
| 201      | 12   | 雇用保険法等の一部を改正する法律案 | 成立 | 3月31日 |      |
| 201      | 19   | 文化観光拠点施設を中核とした地域における文化観光の推進に関する法律（文化観光推進法）案                                                                                              | 成立 | 4月10日 |      |
| 201      | 20   | 持続可能な運送サービスの提供の確保に資する取組を推進するための 地域公共交通の活性化及び再生に関する法律等の一部を改正する法律案                                                     | 成立 | 5月27日 |      |
| 201      | 21   | 都市再生特別措置法等の一部を改正する法律案 | 成立 | 6月3日  |      |
| 201      | 22   | 特定高度情報通信技術活用システムの開発供給及び導入の促進に関する法律案 | 成立 | 5月27日 |      |
| 201      | 23   | 特定デジタルプラットフォームの透明性及び公正性の向上に関する法律（デジタルプラットフォーム取引透明化法）案                                                                          | 成立 | 5月27日 |      |
| 201      | 31   | 地域における一般乗合旅客自動車運送事業及び銀行業に係る基盤的なサービスの提供の維持を図るための 私的独占の禁止及び公正取引の確保に関する法律の特例に関する法律（独占禁止法特例法）案 | 成立 | 5月20日 |      |
| 201      | 32   | 地域の自主性及び自立性を高めるための改革の推進を図るための関係法律の整備に関する法律案                                                                                              | 成立 | 6月3日  |      |
| 201      | 34   | 年金制度の機能強化のための国民年金法等の一部を改正する法律案 | 成立 | 5月29日 |      |
| 201      | 35   | 家畜改良増殖法の一部を改正する法律案 | 成立 | 4月17日 |      |
| 201      | 36   | 家畜遺伝資源に係る不正競争の防止に関する法律案 | 成立 | 4月17日 |      |
| 201      | 36   | 家畜遺伝資源に係る不正競争の防止に関する法律案 | 成立 | 4月17日 |      |
| 201      | 38   | 道路交通法の一部を改正する法律案 | 成立 | 4月3日  |      |
| 201      | 42   | 自動車の運転により人を死傷させる行為等の処罰に関する法律（自動車運転処罰法）の一部を改正する法律案                                                                                  | 成立 | 6月5日  |      |
| 201      | 43   | 地域共生社会の実現のための社会福祉法等の一部を改正する法律案 | 成立 | 6月5日  |      |
| 201      | 44   | 賃貸住宅の管理業務等の適正化に関する法律案 | 成立 | 6月12日 |      |
| 201      | 48   | 個人情報保護法の一部を改正する法律案 | 成立 | 6月5日  |      |
| 201      | 49   | 著作権法及びプログラムの著作物に係る登録の特例に関する法律の一部を改正する法律案 | 成立 | 6月5日  |      |
| 201      | 51   | 大気汚染防止法の一部を改正する法律案 | 成立 | 5月29日 |      |

### 衆法（衆議院議員提出法律案）
| 提出回次 | 番号 | 議案件名                                                             | 結果 | 成立日  | 備考 |
| -------- | ---- | -------------------------------------------------------------------- | ---- | ------- | ---- |
| 201      | 10   | 令和二年度特別定額給付金等に係る差押禁止等に関する法律案             | 成立 | 4月30日 |      |
| 201      | 16   | 公職選挙法の一部を改正する法律案                                     | 成立 | 6月8日  |      |
| 201      | 24   | 令和二年度ひとり親世帯臨時特別給付金等に係る差押禁止等に関する法律案 | 成立 | 6月12日 |      |

## 今国会の動き

### 召集前
第200回国会以後を記載。
- 2019年12月19日 - 衆議院静岡県第4区選出の望月義夫が在職中死去。
- 2019年12月25日 - 衆議院東京都第15区選出の秋元司が収賄罪で逮捕。

### 1月
- 1月20日 - 召集。
  - 開会式[3]。天皇がおことばを述べた[注釈 1]。
  - 衆議院と参議院の本会議で、安倍晋三内閣総理大臣の施政方針演説[注釈 2]が行われた[4]。茂木敏充外務大臣の外交演説[注釈 3]、麻生太郎財務大臣の財政演説[注釈 4]と西村康稔内閣府特命担当大臣（経済財政政策担当）の経済演説[注釈 5]がそれぞれ行われた（政府四演説）
- 1月22日
  - 代表質問1日目。
    - 衆議院本会議で、立憲民主党の枝野幸男代表と国民民主党の玉木雄一郎代表、自由民主党の二階俊博幹事長が質疑を行った[5]。
    - 国民民主党の玉木代表が選択的夫婦別姓制度に関する質問をしている際、「だったら結婚しなくていい」という野次が飛んだことが問題となった[6]。野次の主は自民党の杉田水脈ではないかと疑われており[6]、自民党に事実確認の要請が寄せられているが、自民党はこれには応じずに[7]、また杉田水脈もマスコミの取材に応じていない[6]。
- 1月23日
  - 代表質問2日目。
    - 衆議院本会議で、公明党の斉藤鉄夫幹事長と日本共産党の志位和夫委員長、日本維新の会の馬場伸幸幹事長が質疑を行った[8]。
    - 参議院本会議で、立憲民主党の福山哲郎幹事長、自由民主党の岡田広が質疑を行った[9]。
- 1月24日 - 代表質問3日目。参議院本会議で、公明党の山口那津男代表、日本維新の会の片山虎之助共同代表、日本共産党の山下芳生筆頭副委員長、国民民主党の大塚耕平代表代行、自由民主党の野上浩太郎参議院幹事長代行が質疑を行った[10]。

### 2月
- 2月19日 - 日本維新の会は、無所属の青山雅幸衆院議員の会派入りを衆院事務局に届け出た。これに伴い、会派名も「日本維新の会・無所属の会」に変更した[11]。

### 3月
- 3月9日 - 参議院予算委員会の小西洋之議員の質疑において森雅子法務大臣は、「東日本大震災のとき、検察官は福島県いわき市から市民が避難していない中で最初に逃げた。身柄拘束中の十数人を理由なく釈放した」と答弁し、波紋を呼んだ[12]。11日、参議院予算委員会において、森はこの答弁について「不適切だった」と述べ、答弁を撤回した[13]。
- 3月13日 - 参議院本会議にて、新型コロナウイルスを新型インフルエンザ等対策特別措置法の対象に加える改正法が与党や立憲民主党、国民民主党などの賛成多数で可決、成立[14]。
- 3月18日 - 山尾志桜里衆院議員が立憲民主党に離党届を提出[15]。党は24日付で受理[16]。
- 3月27日 - 参議院本会議で、一般会計総額が過去最高の102兆6580億円となる令和2年度予算が与党などの賛成多数で可決、成立[17]。

### 4月
- 4月1日 - 日本維新の会の谷畑孝衆院議員は体調不良を理由に議員辞職願を提出し[18]、翌2日の衆院本会議で許可された[19]。
- 4月14日 - COVID-19の感染拡大に伴う緊急事態宣言発令後に性風俗店に行ったことが週刊誌に報道された立憲民主党の高井崇志衆院議員が離党届を提出[20]。翌15日、同党は離党届を受理せず除籍処分を決定[21]。
- 4月15日 - 中央選挙管理会は辞職した谷畑孝議員にかわり、次点の美延映夫の繰り上げ当選を決定[22]。
- 4月26日 - 望月義夫議員の死去に伴う衆議院静岡県第4区補欠選挙は、自由民主党公認の深澤陽一元静岡県議会議員が初当選[23]。
- 4月30日 - 参議院本会議で、新型コロナウイルスの感染拡大を受けて現金10万円の一律給付などの経済対策を盛り込んだ、一般会計で25兆6914億円の追加歳出となる補正予算がれいわ新選組を除く各党の賛成多数で可決、成立[24]。

### 5月
- 5月15日 - 桜井充参院議員は野党統一会派に退会届を提出し、同月21日に自民党会派に入会[25][26]。
- 5月18日 - 検察官の定年延長を可能にする検察庁法の改正案について、政府・与党は、世論や野党の激しい反発を受け、今国会での成立を見送ることを決定[27]。

### 6月
- 6月3日 -  無所属の馬淵澄夫衆院議員が国民民主党に入党[28]。
- 6月12日 - 参議院本会議で、新型コロナウイルスの感染拡大に対応するため、事業者の賃料の負担軽減や雇用調整助成金の拡充などを盛り込んだ、一般会計で31兆9114億円の追加歳出となる第2次補正予算が日本共産党を除く各党の賛成多数で可決、成立[29][30]。
- 6月16日
  - 山尾志桜里衆院議員が国民民主党に入党届を提出[31]。
  - 広島地方裁判所は、河井案里参院議員の公設秘書に対し公職選挙法違反（買収）罪で懲役1年6カ月・執行猶予5年を言い渡した[32]。同日、案里議員と夫の克行前法務大臣は自由民主党に離党届を提出[33]。17日、受理された[34]。
- 6月17日
  - 会期末[35]。
    - 野党側は新型コロナウイルス対策の議論を続けるべきなどとして会期延長を申し入れたが、衆議院の議院運営委員会で、自民党、公明党、日本維新の会の反対多数で否決された[36]。

  - 須藤元気参院議員が立憲民主党に離党届を提出[37]。

### 会期後
- 6月18日 - 東京地方検察庁特別捜査部は、河井案里参院議員（広島県選挙区）と夫の克行前法務大臣を公職選挙法違反（買収）容疑で逮捕[38]。（河井夫妻選挙違反事件）

これ以後は第202回国会参照。

## 委員会・審査会・調査会
| 委員会・審査会                                     | 委員長・会長 | 所属会派                               |
| -------------------------------------------------- | ------------ | -------------------------------------- |
| 内閣委員会                                         | 松本文明     | 自由民主党・無所属の会                 |
| 総務委員会                                         | 大口善徳     | 公明党                                 |
| 法務委員会                                         | 松島みどり   | 自由民主党・無所属の会                 |
| 外務委員会                                         | 松本剛明     | 自由民主党・無所属の会                 |
| 財務金融委員会                                     | 田中良生     | 自由民主党・無所属の会                 |
| 文部科学委員会                                     | 橘慶一郎     | 自由民主党・無所属の会                 |
| 厚生労働委員会                                     | 盛山正仁     | 自由民主党・無所属の会                 |
| 農林水産委員会                                     | 吉野正芳     | 自由民主党・無所属の会                 |
| 経済産業委員会                                     | 富田茂之     | 公明党                                 |
| 国土交通委員会                                     | 土井亨       | 自由民主党・無所属の会                 |
| 環境委員会                                         | 鷲尾英一郎   | 自由民主党・無所属の会                 |
| 安全保障委員会                                     | 西銘恒三郎   | 自由民主党・無所属の会                 |
| 国家基本政策委員会                                 | 森英介       | 自由民主党・無所属の会                 |
| 予算委員会                                         | 棚橋泰文     | 自由民主党・無所属の会                 |
| 決算行政監視委員会                                 | 生方幸夫     | 立憲民主・国民・社保・無所属フォーラム |
| 議院運営委員会                                     | 高木毅       | 自由民主党・無所属の会                 |
| 懲罰委員会                                         | 平野博文     | 立憲民主・国民・社保・無所属フォーラム |
| 災害対策特別委員会                                 | 山本幸三     | 自由民主党・無所属の会                 |
| 政治倫理の確立及び公職選挙法改正に関する特別委員会 | 山本拓       | 自由民主党・無所属の会                 |
| 沖縄及び北方問題に関する特別委員会                 | 菊田真紀子   | 立憲民主・国民・社保・無所属フォーラム |
| 北朝鮮による拉致問題等に関する特別委員会           | 渡辺博道     | 自由民主党・無所属の会                 |
| 消費者問題に関する特別委員会                       | 土屋品子     | 自由民主党・無所属の会                 |
| 科学技術・イノベーション推進特別委員会             | 津村啓介     | 立憲民主・国民・社保・無所属フォーラム |
| 東日本大震災復興特別委員会                         | 伊藤達也     | 自由民主党・無所属の会                 |
| 原子力問題調査特別委員会                           | 江渡聡徳     | 自由民主党・無所属の会                 |
| 地方創生に関する特別委員会                         | 山口俊一     | 自由民主党・無所属の会                 |
| 憲法審査会                                         | 佐藤勉       | 自由民主党・無所属の会                 |
| 情報監視審査会                                     | 浜田靖一     | 自由民主党・無所属の会                 |
| 政治倫理審査会                                     | 細田博之     | 自由民主党・無所属の会                 |

| 委員会・審査会・調査会                       | 委員長・会長 | 所属会派                   |
| -------------------------------------------- | ------------ | -------------------------- |
| 内閣委員会                                   | 水落敏栄     | 自由民主党・国民の声       |
| 総務委員会                                   | 若松謙維     | 公明党                     |
| 法務委員会                                   | 竹谷とし子   | 公明党                     |
| 外交防衛委員会                               | 北村経夫     | 自由民主党・国民の声       |
| 財政金融委員会                               | 中西祐介     | 自由民主党・国民の声       |
| 文教科学委員会                               | 吉川有美     | 自由民主党・国民の声       |
| 厚生労働委員会                               | 園田修光     | 自由民主党・国民の声       |
| 農林水産委員会                               | 江島潔       | 自由民主党・国民の声       |
| 経済産業委員会                               | 礒崎哲史     | 立憲・国民．新緑風会・社民 |
| 国土交通委員会                               | 田名部匡代   | 立憲・国民．新緑風会・社民 |
| 環境委員会                                   | 牧山弘恵     | 立憲・国民．新緑風会・社民 |
| 国家基本政策委員会                           | 真山勇一     | 立憲・国民．新緑風会・社民 |
| 予算委員会                                   | 金子原二郎   | 自由民主党・国民の声       |
| 決算委員会                                   | 中川雅治     | 自由民主党・国民の声       |
| 行政監視委員会                               | 川田龍平     | 立憲・国民．新緑風会・社民 |
| 議院運営委員会                               | 松村祥史     | 自由民主党・国民の声       |
| 懲罰委員会                                   | 室井邦彦     | 日本維新の会               |
| 災害対策特別委員会                           | 杉久武       | 公明党                     |
| 沖縄及び北方問題に関する特別委員会           | 小西洋之     | 立憲・国民．新緑風会・社民 |
| 政治倫理の確立及び選挙制度に関する特別委員会 | 山谷えり子   | 自由民主党・国民の声       |
| 北朝鮮による拉致問題等に関する特別委員会     | 丸川珠代     | 自由民主党・国民の声       |
| 政府開発援助等に関する特別委員会             | 山本順三     | 自由民主党・国民の声       |
| 地方創生及び消費者問題に関する特別委員会     | 佐藤信秋     | 自由民主党・国民の声       |
| 東日本大震災復興特別委員会                   | 青木愛       | 立憲・国民．新緑風会・社民 |
| 国際経済・外交に関する調査会                 | 鶴保庸介     | 自由民主党・国民の声       |
| 国民生活・経済に関する調査会                 | 白眞勲       | 立憲・国民．新緑風会・社民 |
| 資源エネルギーに関する調査会                 | 宮澤洋一     | 自由民主党・国民の声       |
| 憲法審査会                                   | 林芳正       | 自由民主党・国民の声       |
| 情報監視審査会                               | 中曽根弘文   | 自由民主党・国民の声       |
| 政治倫理審査会                               | 有村治子     | 自由民主党・国民の声       |